# Suur-Hollola-loppet för kallblod
Suur-Hollola-loppet för kallblod (fi. Kylmäverihevosten Suur-Hollola-ajo) är ett travlopp för kallblodiga travare som körs vid Jokimaa travcentrum i Lahtis i Finland varje år i början av juli. Tävlingen körs över 2140 meter och är kallblodens motsvarighet till Suur-Hollola-loppet.

## Segrare
| År   | Häst              | Kusk                 | Tränare              | Tid    |
| ---- | ----------------- | -------------------- | -------------------- | ------ |
| 2023 | Evartti           | Santtu Raitala       | Antti Ojanperä       | 1.21,2 |
| 2022 | Parvelan Retu     | Hannu Torvinen       | Petri Laine          | 1.21,5 |
| 2021 | Parvelan Retu     | Hannu Torvinen       | Petri Laine          | 1.21,1 |
| 2020 | Evartti           | Santtu Raitala       | Antti Ojanperä       | 1.22,9 |
| 2019 | Pyörylän Paroni   | Mika Forss           | Leo Mönttinen        | 1.22,1 |
| 2018 | Costello          | Risto Tupamäki       | Ville Herttua        | 1.21,6 |
| 2017 | Tähen Toivomus    | Henri Bollström      | Pauli Raivio         | 1.21,4 |
| 2016 | Jokivarren Kunkku | Jorma Kontio         | Antti Ojanperä       | 1.21,5 |
| 2015 | Jokivarren Kunkku | Jorma Kontio         | Antti Ojanperä       | 1.20,3 |
| 2014 | Jokivarren Kunkku | Ari Moilanen         | Antti Ojanperä       | 1.22,9 |
| 2013 | Turoveli          | Hannu Hietanen       | Tapani Huopana       | 1.22,5 |
| 2012 | Sörkän Sälli      | Tero E. Mäenpää      | Tero E. Mäenpää      | 1.22,1 |
| 2011 | Pihlajan Aaroni   | Akseli Lahtinen      | Akseli Lahtinen      | 1.23,8 |
| 2010 | Pihlajan Aaroni   | Akseli Lahtinen      | Akseli Lahtinen      | 1.23,0 |
| 2009 | Hullumies         | Seppo Sarkola        | Seppo Sarkola        | 1.24,2 |
| 2008 | Auraus            | Mikko Särkelä        | Jenni Särkelä        | 1.21,4 |
| 2007 | Saran Salama      | Tapio Perttunen      | Tapio Perttunen      | 1.22,4 |
| 2006 | Saran Salama      | Tapio Perttunen      | Tapio Perttunen      | 1.22,0 |
| 2005 | Saran Salama      | Tapio Perttunen      | Tapio Perttunen      | 1.23,5 |
| 2004 | Saran Salama      | Tapio Perttunen      | Tapio Perttunen      | 1.24,2 |
| 2003 | Viesker           | Kaarlo Ahokas        | Ahokkaan Talli       | 1.23,6 |
| 2002 | Santeri Dahlia    | Jukka-Pekka Kauhanen | Jukka-Pekka Kauhanen | 1.22,9 |
| 2001 | Tino              | Veli-Erkki Paavola   | Veli-Erkki Paavola   | 1.23,9 |
| 2000 | Viesker           | Kaarlo Ahokas        | Kaarlo Ahokas        | 1.25,0 |
| 1999 | Viesker           | Kaarlo Ahokas        | Kaarlo Ahokas        | 1.26,2 |
| 1998 | Viesker           | Kaarlo Ahokas        | Kaarlo Ahokas        | 1.23,9 |
| 1997 | Viesker           | Kaarlo Ahokas        | Kaarlo Ahokas        | 1.23,9 |
| 1996 | Kihin Hiski       | Ahti Antti-Roiko     | Matti Salmi          | 1.23,5 |
| 1995 | Uno               | Antti Teivainen      |                      | 1.25,4 |
| 1994 | Pette             | Harri Koivunen       |                      | 1.24,1 |
| 1993 | Ponseri           | Anssi Niininen       |                      | 1.24,0 |